# Nậm Ty (Sơn La)
Nậm Ty là một phụ lưu cấp 1 của sông Mã, bắt nguồn từ vùng núi huyện Thuận Châu, chảy đến xã Nậm Ty, Sông Mã tỉnh Sơn La thì đổ vào sông Mã .

## Dòng chảy
Dòng chính của Nậm Ty được coi là bắt nguồn từ vùng núi gần bản Hua Ty thuộc xã Co Mạ, chảy về phía đông. 21°20′1″B 103°36′15″Đ / 21,33361°B 103,60417°Đ
Đến bản Ít Mân xã Nậm Lầu thì Nậm Ty hợp lưu với dòng Huổi Phai và chảy tiếp về hướng đông nam. Về quy mô dòng chảy, thì ở chỗ hợp lưu dòng Huổi Phai là nguồn nước chính.21°19′11″B 103°43′44″Đ / 21,31972°B 103,72889°Đ
Sau đó sông uốn cong về hướng tây nam qua xã Nậm Ty, và tại xã Chiềng Sơ thì đổ vào sông Mã.

### Suối Muội
Trong khi đó vùng giữa huyện Thuận Châu thì mạng sông suối đổ nước vào suối Muội.
Suối Muội bắt nguồn từ tây bắc xã Chiềng Pha 21°31′28″B 103°38′8″Đ / 21,52444°B 103,63556°Đ.
Sau đó suối chảy về hướng đông nam qua Phổng Lặng, thị trấn Thuận Châu đến xã Thôm Mòn 21°25′25″B 103°42′55″Đ / 21,42361°B 103,71528°Đ. Tại đây Quốc lộ 6 được mở theo thung lũng suối Muội.
Suối Muội đổi hướng tây nam, đến xã Púng Tra thì có tên là Huổi Phai. Từ thung lũng của xã này sông đổi hướng đông nam, đến điểm hợp lưu với Nậm Ty.

## Thủy điện
Trên Nậm Ty và phụ lưu đã và đang xây dựng các thủy điện nhỏ.

## Chỉ dẫn
Chú ý rằng có một suối Muội khác cách thị trấn Thuận Châu không xa. Nó bắt nguồn từ xã Mường Khiêng và Bó Mười chảy về tây bắc qua xã Mường Sại huyện Quỳnh Nhai và đổ vào sông Đà ở xã Chiềng Bằng. Hai suối Muội này cách nhau chỉ cỡ 10 km đường chim bay, có hướng chảy ngược nhau.